# Aliwal North
Aliwal North (Afrikaans: Aliwal-Noord) este un oraș din provincia Eastern Cape, Africa de Sud. Este reședința municipalității locale Walter Sisulu din municipiul Joe Gqabi.

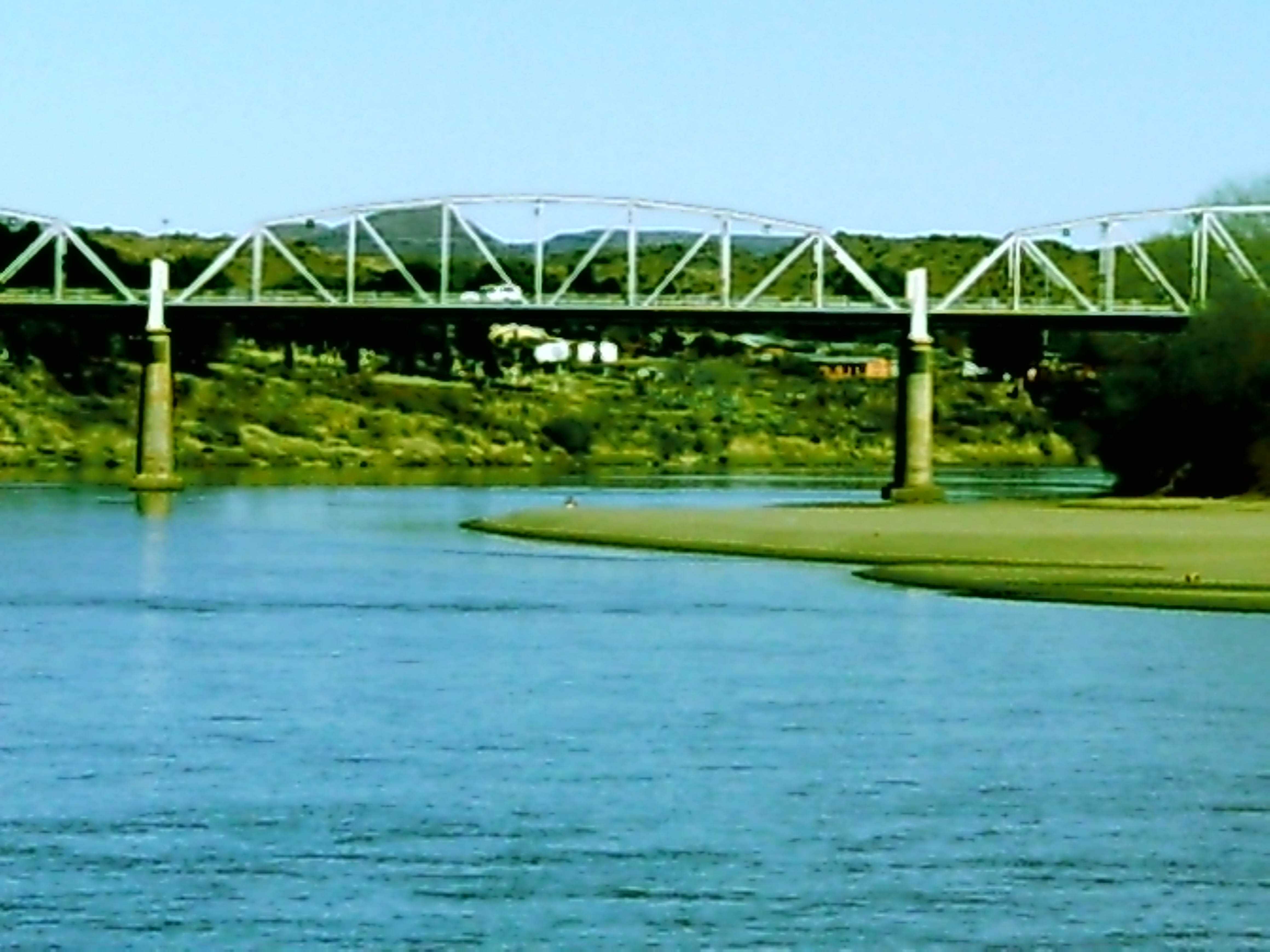
Hertzog Bridge, Aliwal North
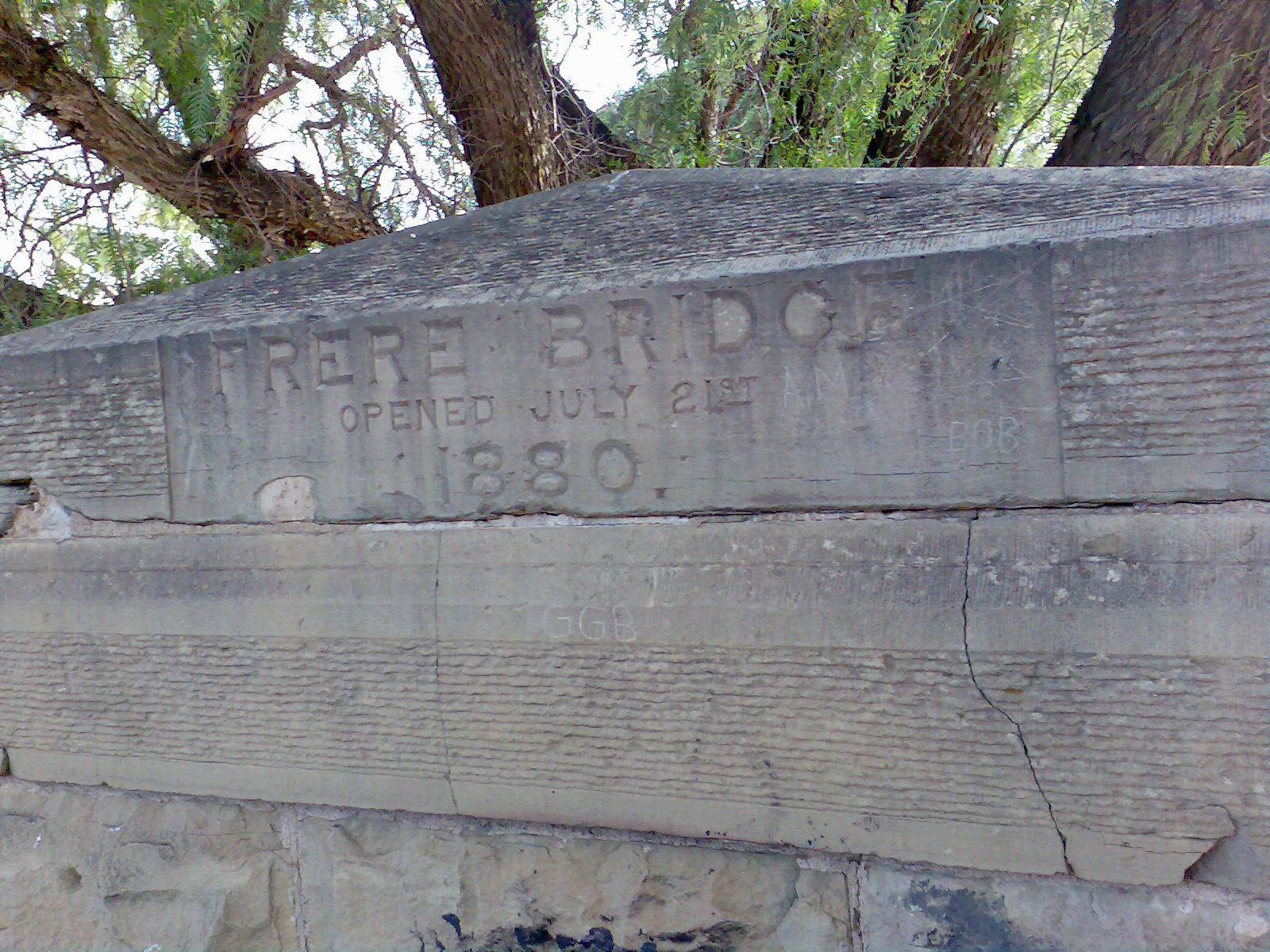
Vechi Henry Bartle Frere pod a fost deschis la douăzeci și unu iulie 1880.
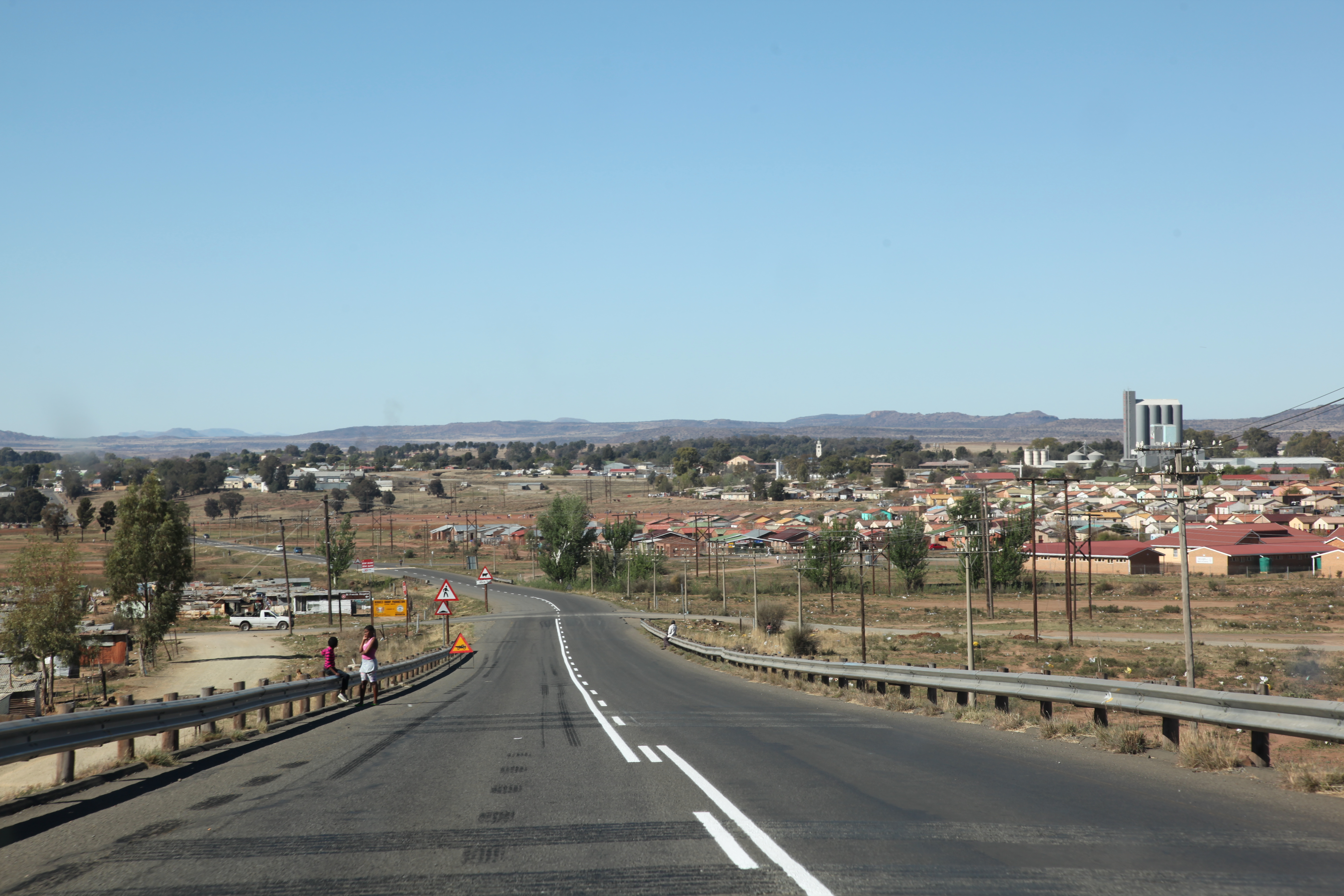
Introducerea Aliwal North de la vest de pe R58